# 後梁春秋
《後梁春秋》，為明朝人姚士粦記述中國在南北朝時期出現的后梁政权之史書。

## 內容主旨
《後梁春秋》載由西魏封蕭為梁王起，至隋文帝廢除后梁，改蕭琮為莒國公終之事，詳細記述國內大小事件，今存於《四庫全書》中。